# Exacerbación
La exacerbación es el aumento de una duración limitada de la gravedad de un síntoma o de una enfermedad.
Depende unas veces del curso propio de la afección y otras obedece a verdaderas complicaciones. En el primer caso pueden a veces preverse las exacerbaciones con cierta fijeza a causa de su tipo periódico (paludismo, gota, urticaria). No siempre la exacerbación lleva consigo la mayor gravedad del caso.
En algunos casos, la exacerbación se refiere también al aumento de un fenómeno social que genera alteraciones de orden público en un territorio o zona (en algunos casos, hasta países enteros) como pandillas, insurgentes, paramilitares, mafias, entre otros.